# Sergej Sjojgoe
Sergej Koezjoegetovitsj Sjojgoe (Russisch: Сергей Кужугетович Шойгу) (Tsjadan, 21 mei 1955) is een Russische generaal en sinds mei 2024 secretaris van de veiligheidsraad van de Russische Federatie. Van november 2012 tot mei 2024 was hij minister van defensie. 

## Carrière
Sjojgoe werd geboren in een Toeviens gezin in Tsjadan, Toeva. Zijn vader was een etnische Toevaan, zijn moeder een Russin uit Oekraïne. Hij ging naar de middelbare school in Kyzyl en studeerde in 1977 af aan het Polytechnisch Instituut van Krasnojarsk (Krasnojarsk) als bouwkundig ingenieur. Hij werkte vervolgens ruim 10 jaar in de bouwsector, waarbij hij opklom tot hoge posities. In 1988 kreeg hij een baan als ambtenaar bij de Abakanse afdeling van de CPSU en vervolgens van 1989 tot 1990 als inspecteur van de regionale CPSU-commissie van Krasnojarsk.
In 1990 vertrok hij uit Siberië voor een baan in Moskou als vicevoorzitter van de Commissie voor Architectuur en Bouw van Rusland. In 1991 werd hij benoemd tot hoofd van het Reddingskorps, dat vervolgens uitgebreid werd met meer verantwoordelijkheden en achtereenvolgens werd hernoemd tot de Staatscommissie voor Rampen en uiteindelijk tot het ministerie voor Noodsituaties, waarbij Sjojgoe de positie van minister kreeg. Hij verkreeg zodanig veel populariteit door zijn doortastende manier van aanpak en zijn frequente aanwezigheid bij rampsituaties, zoals overstromingen, aardbevingen en terroristische aanslagen. Hij kreeg voor zijn werk in 1999 de onderscheiding Held van de Russische Federatie, de hoogste Russische onderscheiding.
In 1999 werd hij een van de leiders van de pro-regeringspartij Eenheid, die bij de Russische parlementsverkiezingen 1999 een overwinning behaalde. Deze partij fuseerde in april 2001 met Vaderland Heel-Rusland van Joeri Loezjkov, Jevgeni Primakov en Mintimer Sjajmiejev tot Verenigd Rusland.
Van 6 november 2012 tot 14 mei 2024 was hij de minister van Defensie der Russische Federatie, ondanks dat hij nooit in dienst is geweest. Sjojgoe geldt als een vertrouweling van Vladimir Poetin. Hij was de opvolger van Anatoli Serdjoekov, die vanwege zijn legerhervormingen omwille van corruptiebestrijding en efficiëntieslag ophef veroorzaakte onder defensieleveranciers en zodoende ontheven werd uit zijn functie. Sjojgoe is benoemd tot secretaris van de Russische Veiligheidsraad en volgt daarmee Nikolai Patroesjev op.
Bij de parlementsverkiezingen van 2021 was Sjojgoe lijstaanvoerder van de regeringspartij Verenigd Rusland.

## Invasie van Oekraïne
De Russisch-Oekraïense Oorlog sinds 2014 en de Russische invasie van Oekraïne sinds 2022 die daarvan onderdeel is, begonnen gedurende zijn ministerschap. Op zaterdagochtend 24 juni 2023 trokken er aan het einde van de ochtend troepen van de Wagnergroep richting Moskou. De reden hiervoor was volgens Jevgeni Prigozjin, eigenaar en leider van de Wagnergroep, het aanvallen van het Russische leger van kampementen van de Wagnergroep op de avond ervoor. Prigozjin beloofde wraak te zullen nemen op de leiders van het ministerie van Defensie, welke vooral gericht was tegen Sjojgoe en generaal Valeri Gerasimov. Gerasimov is opperbevelhebber van de Russische strijdkrachten in de oorlog met Oekraïne. De opstand kwam ten einde toen 's avonds bekend werd gemaakt dat het Kremlin en Prigozjin via bemiddeling een overeenkomst hadden gesloten. Op 3 juli 2023 reageerde Sjojgoe voor het eerst na de muiterij van de Wagnergroep. Hij vertelde dat de “korte opstand” van de Wagnergroep geen invloed had gehad op de “speciale militaire operatie” van Rusland in Oekraïne. Sjojgoe zei ook dat de opstand bedoeld was om Rusland te destabiliseren, maar mislukte vanwege de loyaliteit van de troepen.

## Sancties
In februari 2022 werd Sjojgoe toegevoegd aan de sanctielijst van de Europese Unie omdat hij "verantwoordelijk is voor het actief ondersteunen en uitvoeren van acties en beleid die de territoriale integriteit, soevereiniteit en onafhankelijkheid van Oekraïne ondermijnen en bedreigen, evenals de stabiliteit en veiligheid in Oekraïne".
Op 25 juni 2024 vaardigde het Internationaal Strafhof een arrestatiebevel uit tegen Sjojgoe wegens zijn rol bij het aanvallen van Oekraïense burgerdoelen.

## Privé
Sjojgoe is getrouwd en heeft twee dochters. Tot zijn persoonlijke hobby's behoren de geschiedenis van Rusland, schilderen en muziek. Sjojgoe is Russisch-orthodox.